# Wyszeniega
Wyszeniega – imię żeńskie pochodzenia staropolskiego, złożone z dwóch członów: Wysze- („wyższa, ceniona ponad wszystko, stawiana ponad innymi”) i -niega („rozkosz”). 
Wyszeniega imieniny obchodzi 21 lutego.